# Nelson Machado (político)
Nelson Machado GCMD • GOMM (José Bonifácio, 1948) é um administrador, advogado e contador brasileiro. Durante o governo Lula, foi ministro do Planejamento, Orçamento e Gestão e posteriormente ministro da Previdência Social.
Foi ministro do Planejamento, Orçamento e Gestão no governo de Luiz Inácio Lula da Silva, de 19 de novembro de 2004 a 22 de março de 2005. No mesmo dia de sua exoneração, foi admitido pelo presidente Lula à Ordem do Mérito Militar no grau de Grande-Oficial especial.
Foi também ministro da Previdência Social, de 21 de julho de 2005 a 29 de março de 2007. Neste último, ganhou de Lula a maior condecoração da Ordem do Mérito da Defesa, a Grã-Cruz suplementar em novembro de 2005.
Em abril de 2007, sucedeu Bernard Appy como secretário-executivo do Ministério da Fazenda, sob comando de Guido Mantega. Machado permaneceu no posto até o fim do governo Lula.